# 产业规划
产业规划是指从根据当地实际状况出发，充分考虑国际、国内及区域的政治、经济、社会等因素，对规划目的地产业发展的定位、产业体系、产业结构、产业链、空间布局和经济社会环境影响等做出未来时期的布置计划。